# Xylothamia
Xylothamia là một chi thực vật có hoa trong họ Cúc (Asteraceae). Cho đến năm 2003, nó được cho là có 9 loài cây bụi có nguồn gốc từ sa mạc Mexico và Tây Nam Hoa Kỳ.  Tuy nhiên, nó dường như chứa ít nhất hai nhóm.  Bốn loài có liên quan đến chi Gundlachia và có thể được chuyển sang chi đó. Cơ sở dữ liệu Plants of the World Online (một phần của Vườn Bách thảo Hoàng gia, Kew) xếp nó là đồng nghĩa của Gundlachia. Mối quan hệ của năm loài còn lại không hoàn toàn rõ ràng. Tất cả chín loài đều thuộc phân tông Solidagininae..

## Loài
Chi Xylothamia gồm các loài: